# Ala I Flavia Agrippiana
Die Ala I Flavia Agrippiana [sagittariorum oder sagittaria] (deutsch 1. flavische Ala des Agrippa [der Bogenschützen]) war eine römische Auxiliareinheit. Sie ist durch Militärdiplome und Inschriften belegt.

## Namensbestandteile
- Flavia: die Flavische. Die Ehrenbezeichnung bezieht sich auf die flavischen Kaiser Vespasian, Titus oder Domitian.

- Agrippiana: des Agrippa. Die Soldaten der Ala wurden bei Aufstellung der Einheit auf dem Gebiet des Königreichs von Herodes Agrippa II. rekrutiert. Agrippa unterstützte Vespasian während des Jüdischen Krieges mit Soldaten. Vermutlich wurden die beiden Auxiliareinheiten mit der Bezeichnung Flavia Agrippiana durch Vespasian nach der Beendigung des Jüdischen Krieges aufgestellt; mit der Bezeichnung Agrippiana sollte Agrippa für seine Loyalität zu Rom und insbesondere zu Vespasian geehrt werden.[1]

- sagittariorum oder sagittaria: der Bogenschützen. Der Zusatz kommt in den Militärdiplomen von 144 vor.

Da es keine Hinweise auf den Namenszusatz milliaria (1000 Mann) gibt, war die Einheit eine Ala quingenaria. Die Sollstärke der Ala lag bei 480 Mann, bestehend aus 16 Turmae mit jeweils 30 Reitern.

## Geschichte
Die Ala war in der Provinz Syria stationiert. Sie ist auf Militärdiplomen für die Jahre 129 bis 153 n. Chr. aufgeführt.
Die Einheit wurde wahrscheinlich zusammen mit der Ala II Flavia Agrippiana während der Regierungszeit von Vespasian aufgestellt; dies geschah möglicherweise um 72 im Zusammenhang mit der Eingliederung von Commagene in das römische Reich. Vermutlich war die Ala von diesem Zeitpunkt an in Syria an der Euphratgrenze stationiert.
Durch Diplome ist die Einheit erstmals 129 in Syria nachgewiesen. In den Diplomen wird die Ala als Teil der Truppen (siehe Römische Streitkräfte in Syria) aufgeführt, die in der Provinz stationiert waren. Weitere Diplome, die auf 144 bis 153 datiert sind, belegen die Einheit in derselben Provinz.
Eine Vexillation der Ala nahm am Partherkrieg des Lucius Verus (161–166) teil. Sie wird in der Inschrift (CIL 3, 600) als Teil der Einheiten aufgelistet, die unter der Leitung von Marcus Valerius Lollianus standen. In der Inschrift steht, dass Lollianus Kommandeur in Mesopotamia über Abteilungen ausgewählter Reiter der Alen […] und der Kohorten gewesen ist.

## Standorte
Standorte der Ala in Syria waren möglicherweise:
- Tille: Ziegel mit dem Stempel der Einheit wurden hier gefunden.[3]

## Angehörige der Ala
Folgende Angehörige der Ala sind bekannt:
| - M(arcus) Valerius Lollianus, ein Präfekt (CIL 3, 600); er war auch Präfekt der Cohors I Apamenorum. | - Valerius Gaianus, ein Duplicarius (AE 1933, 212) |

## Weitere Alae mit der BezeichnungAla Agrippiana
Es gab noch zwei weitere Alae mit dieser Bezeichnung:
- die Ala Agrippiana Miniata. Sie ist durch Militärdiplome von 122 belegt und war in der Provinz Britannia stationiert.
- die Ala II Flavia Agrippiana. Sie ist durch eine Inschrift belegt.